# Jacqueline Solíz
Jacqueline Solíz, född 22 september 1964, är en friidrottare från Bolivia. Hon deltog vid olympiska sommarspelen 1992.